# Astragalus distentus
Astragalus distentus är en ärtväxtart som beskrevs av Antonina Georgievna Borissova. Astragalus distentus ingår i släktet vedlar, och familjen ärtväxter. Inga underarter finns listade i Catalogue of Life.